# Kagami
Kagami (jap. かがみ, カガミ) – imię japońskie noszone zarówno przez kobiety, jak i przez mężczyzn.

## Możliwa pisownia
Kagami można zapisać używając wielu różnych znaków kanji i może znaczyć m.in.:
- 鏡, „lustro”
- 輝命, „jasność, życie”
- 佳々実, „dobry (symbol powtórzenia kanji), owoc”
- 佳々美, „dobry (symbol powtórzenia kanji), piękno”

## Znane osoby
- Kagami Yoshimizu (かがみ), japoński mangaka

## Fikcyjne postacie
- Kagami Hiiragi (かがみ), bohaterka mangi i anime Lucky Star
- Kagami Mikage (各臣), bohater mangi Ayashi no Ceres
- Kagami Uchiha (カガミ), postać z mangi i anime Naruto
- Kagami Taiga (火神), bohater mangi i anime Kuroko’s Basket
- Kagami Tsurugi, bohaterka serialu Miraculum: Biedronka i Czarny Kot